# Quararibea costaricensis
Quararibea costaricensis är en malvaväxtart som beskrevs av W.S. Alverson. Quararibea costaricensis ingår i släktet Quararibea och familjen malvaväxter. Inga underarter finns listade i Catalogue of Life.